# Hraniční záliv

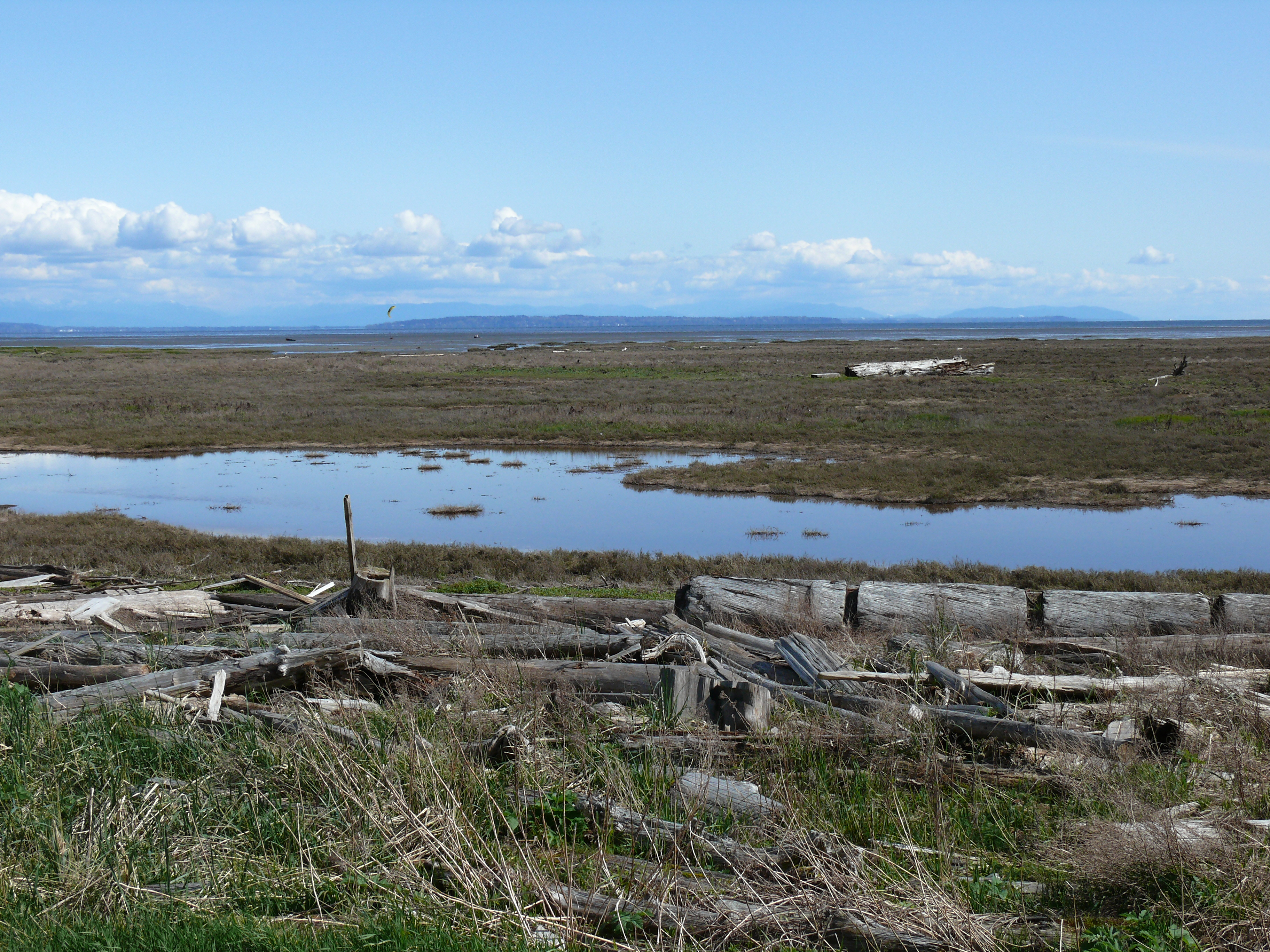
Záliv při odlivu

Hraniční záliv se nachází na severoamerickém pobřeží Tichého oceánu na hranicích kanadské provincie Britská Kolumbie a amerického státu Washington.
Na severním a západním pobřeží leží město Delta, zatímco na jihozápadě se nachází americká obec Point Roberts. Zatímco na západním břehu leží čtvrtě Delty Beach Grove a Boundary Bay, severní břeh pokrývá venkovská krajina. Na jižním břehu se nachází Crescent Beach a Ocean Park, což jsou části města Surrey, město White Rock, rezervace Indiánského kmene Semiahmů a americké město Blaine.
Jihovýchodní sekce zálivu, která lemuje kanadsko-americké hranice je známá jako záliv Semiahmoo, ze kterého ještě pokračuje Draytonova zátoka, ve které se nachází přístaviště města Blaine. Severní část zálivu je známá také pod jménem Bahnitý záliv.
Záliv napájí tři řeky a dva potoky. Do Bahnitého zálivu se vlévají řeka Nicomekl a Serpentinová řeka, do Semiahmoo Campbellova řeka a do Draytonovy zátoky potoky Dakota Creek a California Creek.
Jedná se o důležitou zastávku na pacifické trase stěhovavého ptactva, především pro jespáka obecného a jespáka aljašského. Záliv byl vyhlášen rezervací Sítí rezervací pro pobřežní ptactvo na západní polokouli a v Kanadě je uznáván jako Významné ptačí území. Wattové pobřeží a slaniska podporují bohatou populaci přímořských bezobratlých, které jsou významným zdrojem energie pro migrující ptáky. Při době stěhování se může dočasná populace ptactva vyšplhat až na 100 tisíc jedinců.
Oblast se také využívá pro rekreační plavbu na lodi a nachází se v ní parky a pláže. Průmyslová aktivita a z ní vyplývající znečištění vody ale představují potenciální hrozbu pro zdejší živočichy. Na severním břehu se nachází letiště Boundary Bay Airport, které využívají především menší letadla, ale také filmaři, kteří zde točili už několik různých snímků.